# بو آرنه ویبینیوس
بو آرنه ویبینیوس (سوئدی: Bo Arne Vibenius؛ زادهٔ ۲۹ مارس ۱۹۴۳) یک تهیه‌کننده فیلم، فیلم‌نامه‌نویس، و کارگردان فیلم اهل سوئد است.
از فیلم‌ها یا مجموعه‌های تلویزیونی که وی در آن‌ها نقش داشته‌است می‌توان به دلهره‌آور - فیلمی بی‌رحمانه و نقطه فروپاشی اشاره نمود.